# ريتشارد دانر
ريتشارد دانر (بالإنجليزية: Richard Danner)‏ هو عالم قانوني أمريكي، ولد في 1947.